# Westerwijk
La East Indiaman Westerwijk  era una nave mercantile olandese, andata persa per naufragio il 21 maggio 1737 presso il Capo di Buona Speranza.

## Storia
La East Indiaman Westerwijk fu costruita nel 1735, come una "retourschip" per la Compagnia olandese delle Indie Orientali (VOC), presso il cantiere navale della Compagnia ad Amsterdam, appositamente per il commercio con l'India. L'unità aveva lunghezza di 145 piedi, un dislocamento di 850 tonnellate e il suo armamento consisteva in 26 cannoni. La Compagnia olandese delle Indie orientali era suddivisa in sei camere e la Westerwijk apparteneva alla più grande, la Camera di Amsterdam, che rappresentava oltre il 50% degli affari della Compagnia.
Il 26 maggio 1736 la nave salpò da Texel al comando del capitano Wouter Bos, per raggiungere Batavia, nella Indie Orientali Olandesi, e via Capo di Buona Speranza (dove sostò nella baia della Tavola dal 12 settembre al 6 ottobre), arrivò a destinazione il 5 dicembre dello stesso anno.
La Westerwijk intraprese il viaggio di ritorno il 6 febbraio 1737, arrivando nella baia della Tavola il 7 maggio dello stesso anno. Investita da una tempesta mentre era all'ancora il 21 maggio, la nave ruppe gli ormeggi e affondò al largo del Capo di Buona Speranza carica di salsa di soia proveniente dal Giappone.

### Fonti
1. 1 2 3 4 5 6  Wrecksite.
2. 1 2  De VOC site.
3. ↑  Shurtleff, Aoyagi 2021, p. 221.